# Umangite
L'umangite est un minéral constitué du séléniure de cuivre Cu3Se2, découvert en 1891. Elle se trouve uniquement sous forme de petits grains ou de fins agrégats granulaires avec d'autres minéraux de cuivre du groupe des sulfures. Elle a une dureté Mohs de 3. Sa couleur va du bleu-noir au rouge-violet et son trait est noir. Elle a un éclat métallique.
L'umangite est nommée d'après la localité de Sierra de Umango (es) (province de La Rioja, Argentine). On la trouve également dans d'autres localités, dont le Haut-Harz (Basse-Saxe, Allemagne) et la réserve naturelle de Skrickerum (sv) (Östergötland, Suède).